# Choc culturel (Sam and Max)
Pour les articles homonymes, voir Choc.
Choc Culturel (Culture Shock en version originale) est le premier épisode de la série de jeux vidéo d'aventure Sam and Max : Saison 1 développée par Telltale Games et publié par GameTap.

## Trame

### Synopsis
Sam le chien et Max le lapin découvrent qu'un groupe d'ex-enfants stars, Whizzer, Peepers et Specs, qui constituent « La Bande à Bubulle » (The Soda Poppers en version originale), commet plusieurs crimes dans leur voisinage pour promouvoir la « fitness oculaire » de Brady Culture.
Une visite chez la clinique de psychothérapie de Sybil Pandemik révèle à Sam et Max que « La Bande à Bubulle » s'est fait hypnotiser pour obéir aux ordres malfaisants de quelqu'un. La raison pour laquelle ils commettent ces crimes est par la suite révélée comme étant un plan de Brady Culture pour augmenter sa popularité en utilisant « La Bande à Bubulle », dont l'émission de télévision était plus populaire que la sienne, ce qui a causé son annulation dans les années 1970, pour commettre les crimes à sa place.
En suivant les conseils de Sybil, Sam et Max assomment les délinquants hypnotisés pour faire cesser les crimes qu'ils commettent. À chaque fois qu'un membre de « La Bande à Bubulle » se fait assommer, une sinistre voix retentit. C'est celle de l'orateur, qui se révèle ultérieurement être celle de Brady Culture qui observe Sam et Max. Celui-ci se plaint que Sam et Max essaient de contrecarrer ses plans, mais il apprécie cependant la douleur qu'ils infligent à ses anciens rivaux de la télévision.
Après avoir rétabli l'état normal des ex-enfants stars, Sam et Max recherchent Brady Culture à l'asile pour ex-enfants stars. Après avoir chanté, Brady tente d'hypnotiser le duo de policiers. La psychologie mentale unique de Max le protège, mais Sam se dévoue rapidement à Brady. Sous les ordres du bandit, il retourne au marché de Bosco pour reprendre le travail de Whizzer : livrer les cassettes de fitness oculaire de Brady Culture, malgré l'interdiction de Bosco. En combattant son hypnotisme et en s'adonnant au vol, Sam se fait finalement assommé par le système de sécurité du magasin et doit donc combattre Brady Culture dans son esprit. Quand Sam se débarrasse enfin des démons qui envahissaient son subconscient, il se réveille et découvre que Culture a capturé Max. Il doit donc trouver un moyen de secourir son ami sans se faire hypnotiser une autre fois. En consultant Sybil Pandemik, elle lui procure des plans pour construire un casque anti-hypnose, puis Sam convainc Bosco de le construire.
Sam retourne donc à l'asile et réussit à résister aux attaques de Brady. Avec l'aide de « La Bande à Bubulle », Sam se prépare à arrêter Brady ; cependant, ce dernier réussit à hypnotiser ces célébrités une nouvelle fois. Sam piège finalement Brady Culture en utilisant son arrogance, son estime personnelle et son besoin d'attention.
Avec le bandit hors d'état de nuire, Sam sauve Max et détruit les lunettes hypnotiques. Se félicitant d'un enquête réussie, les policiers indépendants s'en vont. Alors qu'ils partent, une télévision allumée présente une animatrice qui semble être hypnotisée.

### Personnages
- Bosco est confronté à un « terroriste » en la personne de Whizzer, un ancien enfant-star qui envahit son magasin de cassettes video de Brady Culture malgré le système de défense du magasin (qui empêche les articles de sortir mais pas d'entrer). Il va proposer pour la modique somme de 10 000 $ à Sam et Max la dernière invention de « derrière le comptoir » des laboratoires BoscoTech : un pistolet lance-grenades lacrymogènes.
- Sybil Pandemik, après avoir tenu un magasin de piercing et de tatouage, s'essaye au metier de psychothérapeute. Enfermée par Specs dans son propre placard, elle est délivrée par Sam et Max. Son analyse de Sam sera d'ailleurs d'une aide précieuse pour les deux policiers freelance.
- Jimmy "Deux-Dents" (Jimmy "Two-Teeth" en version originale), à la recherche d'un sale coup à faire à Sam et Max, vole leur téléphone durant un appel important du commissaire.
- La Bande à Bubulle (The Soda Poppers en version originale), les trois ex-enfants stars vénèrent chacun à leur façon Brady Culture : Whizzer fait la distribution des cassettes de Brady Culture dans le magasin de Bosco, Specs dessine des tags représentant Brady Culture sur les murs de la rue et Peepers tente de se faire passer pour psychothérapeute et prescrit des cassettes de Brady Culture à ses patients.
- Brady Culture est un autre has been de télé des années 1970, il essaie de retrouver sa gloire passé en hypnotisant les gens avec ses cassettes vidéo et les patients de son centre pour anciennes vedettes. Sam et Max vont devoir trouver le moyen de rendre la raison à ses victimes et de se débarrasser de lui.

## Accueil

### Critique
Ce premier épisode de la série a été très bien accueilli par la critique, vantant le fait que l'esprit de la série soit toujours présent malgré les années passées. Le site GameRankings a présentement 51 critiques lui accordant la note moyenne de 81,17 %.
Le jeu a obtenu les notes de 8,7/10 sur IGN et de 4/5 sur Adventure Gamers.

### Récompenses
En 2006, cet épisode s'est fait décerné les prix du Meilleur Jeu d'Aventure sur PC par IGN, du Jeu le Plus Drôle par GameSpot et il était l'un des Meilleurs Jeux de l'année dans le New York Times.